# Руби (теленовела, 2004)
Руби (на испански: Rubí) е мексиканска теленовела от 2004 г., режисирана от Бенхамин Кан и Ерик Моралес и продуцирана от Хосе Алберто Кастро за Телевиса. Версията, написана от Химена Суарес и Вирхиния Кинтана, е базирана на оригиналната история от Йоланда Варгас Дулче.
В главните роли са Барбара Мори, Едуардо Сантамарина, Жаклин Бракамонтес и Себастиан Рули.

## Сюжет
Руби е красиво момиче, което живее в беден квартал с майка си доня Рефухио и сестра си Кристина. Руби решава да се възползва от физическата си красота, за да може да се омъжи за красив и богат мъж, който да я измъкне от бедността.
Докато Кристина работи за да издържа семейството си, Руби се наслаждава на студентския живот. В университета Руби се запознава с Марибел, добро и срамежливо, момиче с физически недъг от богато семейство. Марибел обиква Руби като сестра, но привързаността на Руби към нея е фалшива. Последната с всеки изминал ден, все повече завижда на приятелката си за нейното богатство.
Заради своята срамежливост Марибел прекарва времето си в интернет, където се запознава с Ектор, красив и богат архитект. Когато настъпва момента да се срещнат, Ектор е шокиран заради вида ѝ. Въпреки това, той осъзнава, че я обича.
Ектор запознава Руби със своя най-добър приятел Алехандро, млад ортопед. Между двамата се зараждат чувства. Всичко е наред, докато Руби разбира, че всъщност Алехандро не е богат. Тогава, тя решава да съблазни годеника на приятелката си. Ектор е запленен от красотата ѝ. Руби трябва да избере между истинската любов и материалното удовлетворение...

## Актьори
Част от актьорския състав:
- Барбара Мори – Руби Перес де Ферер / Фернанда Мартинес Перес
- Едуардо Сантамарина – Алехандро Карденас Руис
- Жаклин Бракамонтес – Марибел де ла Фуенте
- Себастиан Рули – Ектор Ферер Гарса
- Ана Мартин – Рефухио Очоа вдовица де Перес
- Пати Диас – Кристина Перес Очоа
- Ядира Карильо – Елена Наваро
- Антонио Меделин – Игнасио Карденас
- Ана Берта Еспин – Елиса де Дуарте
- Роберто Вандер – Артуро де ла Фуенте
- Марлене Фавела – Соня Чавария
- Ингрид Марц – Лорена Тревиньо

## Премиера
Премиерата на Руби е на 17 май 2004 г. по Canal de las Estrellas. Последният 115. епизод е излъчен на 22 октомври 2004 г.

## „Руби“ в България
В България премиерата на сериала и повторенията му са по канал Евроком.
| Озвучаващи актьори  | Адриана Андреева Лидия Вълкова Кристиян Фоков Александър Воронов |
| Преводачи           | Алена Ковачева Мануела Панаретова Гергана Латковска              |
| Тонрежисьор         | Живка Желязкова                                                  |
| Режисьор на дублажа | Добромир Чочов                                                   |
| Обработка           | Студио „Доли“                                                    |

## Версии

### Комикс
- Rubí (1963) история, написана от Йоланда Варгас Дулче и съставен от Антонио Гутиерес за списание Lágrimas, risas y amor.

### Телевизия
- Rubí (1968), мексиканска теленовела, продуцирана от Валентин Пимщейн за Телевиса, с участието на Фани Кано.
- Rubí (2010), филипинска теленовела, продуцирана от ABS-CBN, с участието на Анхелика Панганибан.
- Руби (2020), мексиканска теленовела, продуцирана от Карлос Бардасано за Телевиса, с участието на Камила Соди.

### Кино
- Rubí (1970), мексикански игрален филм, режисиран и адаптиран от Карлос Енрике Табоада, с участието на Иран Еори.